# Sekhmet
Sekhmet eller Sakhmet var en egyptisk gudinde i skikkelse af en kvinde med løvindehoved. Over hovedet bar hun en solskive som viste hendes tilknytning til solguden Ra. Undertiden kan man dog også se hende kronet af uræusslangen med et ankhtegn i hånden. Hun var en af de ældst kendte egyptiske guddomme, og hendes navn er beslægtet med det egyptiske ord sekhem (= magt, kraft).  "Sekhmet" kan oversættes som "Den mægtige", og hun var den frygtelige gudinde for krig og den brændende ørkensol. 
Hun var en del af den memphitiske triade sammen med sin partner, skaberguden Ptah, og deres søn Nefertum. 

## Krigsgudinden
Ifølge en egyptisk myte blev Sekhmet skabt, da Ra ønskede at straffe menneskeheden. Hun dræbte for fode og drak blodet, og lod sig ikke aflede. Da hun til sidst på det nærmeste havde udryddet menneskeheden, indså Ra at han måtte gribe til tricks. Han fik hende til at drikke store mængder okerfarvet øl i den tro, at det var blod. Straks hun tumlede om, blev hun forvandlet til en langt mildere gudinde, nemlig Hathor, og menneskeheden var reddet. 
Som mor til Nefertum, som selv er en helbredende gud, fik Sekhmet selv en mere beskyttende side, som kom til syne i hendes aspekt som gudinde for helbredelse og kirurgi. Hendes præsteskab var specialister indenfor medicin, et område, egypterne forbandt med ritualer og magi. Præsterne var også kirurger af bemærkelsesværdig dygtighed. 
Sekhmet ledsagede farao i krig, og blev ofte betragtet som hans mor. Fx blev der i farao Tutankhamons grav fundet et lille gyldent skrin, hvor forrest i venstre øverste hjørne kongen tituleres "søn af Ptah og Sekhmet".
Men hun spredte rædsel overalt hos fjenderne. Ifølge egyptisk overbevisning var selv Seths håndlangere og slangen Apophis hende underlegne. Hendes våben var "pile, med hvilke hun gennemborer hjerter", og "der stod flammer fra hendes krop; de varme ørkenvinde var hendes hede ånde." Hun blev set som Ras øje, som Wadjet, og dermed identificeret som Ras datter. På denne måde blev hun også en himmelgudinde med titlen "Himlens herskerinde".
Sekhmet blev ofte dyrket dér, hvor udtørrede flodlejer, wadi, mundede ud i Nildalendalen, og hvor løverne jagtede på bytte.

## Statuerne
I marts 2017 opdagede man ved farao Amenhotep 3.s gravtempel i Luxor ikke færre end 66 velbevarede statuer af diorit, forestillende Sekhmet. I 2016 fandt man seks statuer af krigsgudinden, udhugget i sort granit. For at formilde hendes uhyre vrede, foretog hendes præsteskab et ritual foran en ny statue af hende på hver af årets dage - hvad der måske forklarer, hvorfor der findes så mange. For at formilde hende yderligere, blev hun fejret efter hvert slag, så ødelæggelsen kunne få en ende. Ved starten af hvert år dansede egypterne til musik og drak store mængder vin i håb om at berolige Sekhmets vildskab.  På statuen, der opbevares i Louvre-museet, står der: Amenhotep 3., elsket af Sekhmet den Store, der skænker ham evigt liv. 
Man tænker sig, at der oprindeligt stod 730 statuer af Sekhmet ved Amenhoteps gravtempel på Nilens vestbred, en siddende og en stående statue for hver af årets dage; men allerede efter kort tid begyndte gravtemplet at forfalde som følge af stigende grundvand, og statuer og byggematerialer blev flyttet. Sekhmet var knyttet til gudinden Mut, Amons gemalinde, som blev tilbedt syd for Karnak. Dermed har en del af Sekhmets statuer sandsynligvis endt med at tjene som statuer af Mut i hendes tempel på Nilens østbred,  efter at præstekongen Pinudjem 1. fik dem flyttet derhen omkring 1050 f.Kr. 